# Koh Rong Sanloem
Pour les articles homonymes, voir KOH (homonymie).
Koh Rong Sanloem (en khmer : កោះរ៉ុងសន្លឹម, aussi orthographié Kaoh Rong Sanloem ou Koh Rong Samloem) est une île cambodgienne située au large de Sihanoukville et à 4 km au sud de l'île de Koh Rong et Koh Koun. Elle mesure environ 9 km du nord au sud et 4 km d'est en ouest à son point le plus étroit. Elle se trouve à environ 25 km de Sihanoukville et à 23 km du ponton de la plage Serendipity/Ochheuteal.

## Toponymie
Le nom de l'île est composé de trois éléments :
- « កោះ » (« Koh ») signifie « île »[2] ;
- « រុង »(« Rong ») signifie « tunnel, grotte »[2] ;
- « សន្លឹម » (« Sanloem ») signifie « distant, qui est loin, difficile à discerner »[2].

## Histoire
En 1975, l'équipage du SS Mayagüez fut transporté à Koh Rong Sanloem, détenu et interrogé par des soldats Khmers rouges durant l'évènement appelé « incident du Mayagüez ».

## Géographie

### Géographie physique
L'île ressemble à sa voisine du nord (Koh Rong) mais est nettement plus petite. Le terrain comporte des collines avec quelques montagnes de taille modérée (par exemple, celle appelée Le Chameau) et une altitude maximale de 210 mètres au nord-ouest. L'intérieur est presque entièrement couvert d'une jungle dense. La côte est caractérisée par une série de formations en grès et de plages. Il y a des plages de sables jaunes le long de la côte ouest de l'île. La côte oriental, faisant face au continent est moins exposée à l'océan et à la mousson et se caractérise par des baies et des caps. Des sources ponctuent la plage de petits écoulements d'eau vers la mer et contribuent à l'érosion. Des sacs de sable sont utilisés pour ralentir ce phénomène.
La baie de Saracen, d'un diamètre intérieur de 3 kilomètres, tire son nom du HMS Saracen, un bateau de reconnaissance britannique qui effectua des relevés et cartographia la zone à la fin du XIXe siècle.

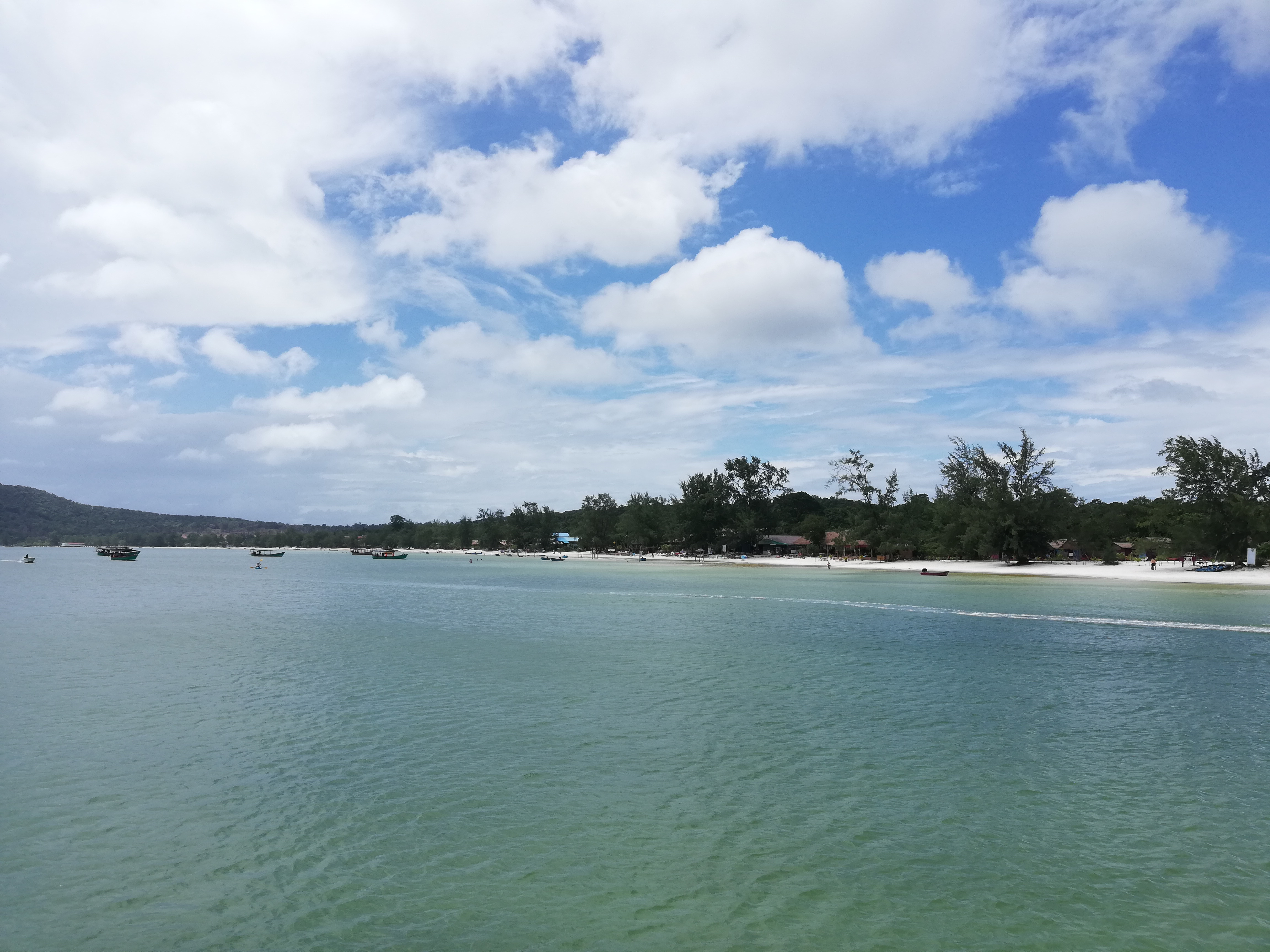
Vue du sud de la baie de Saracen.
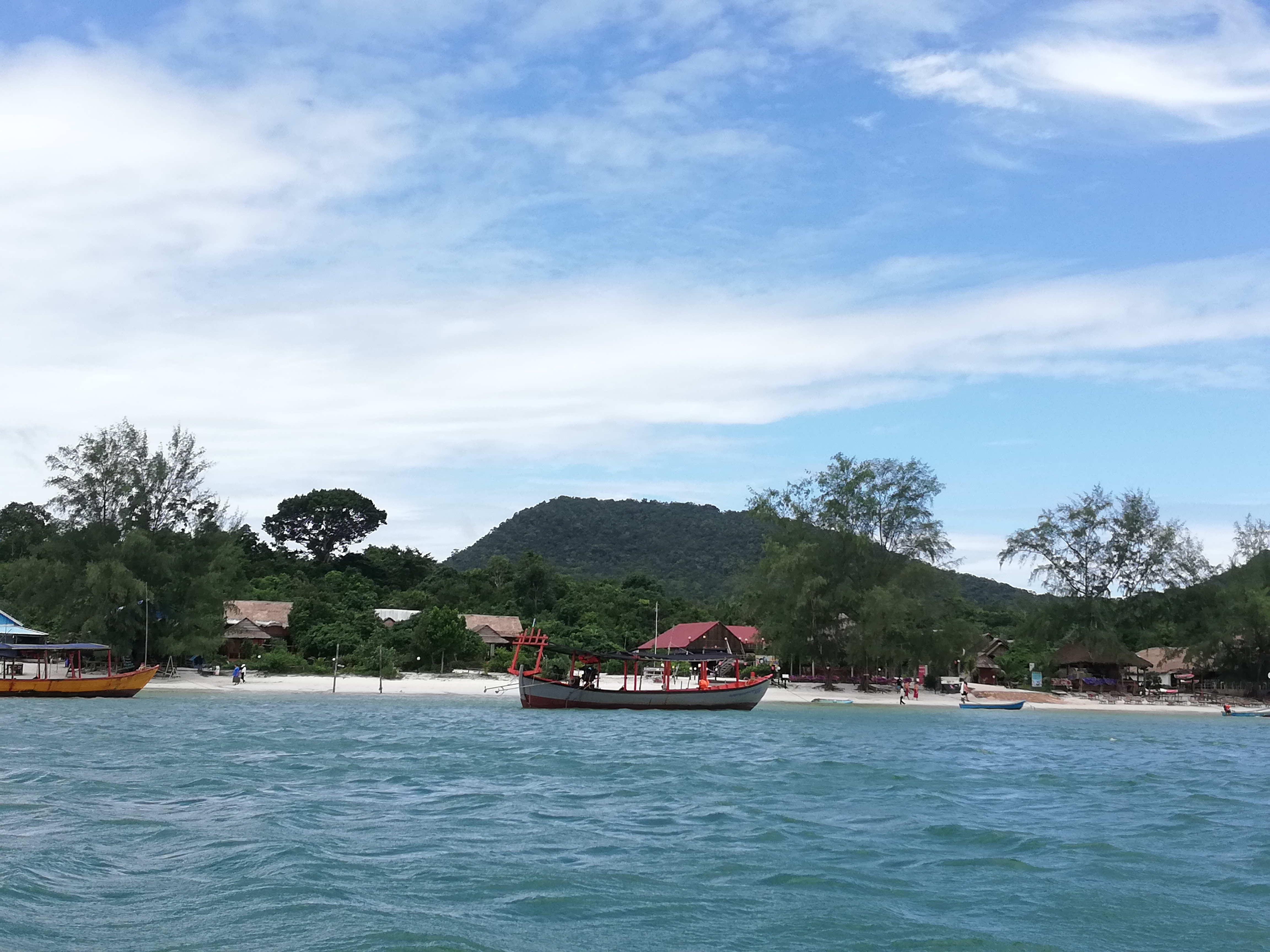
Vue du Chameau.
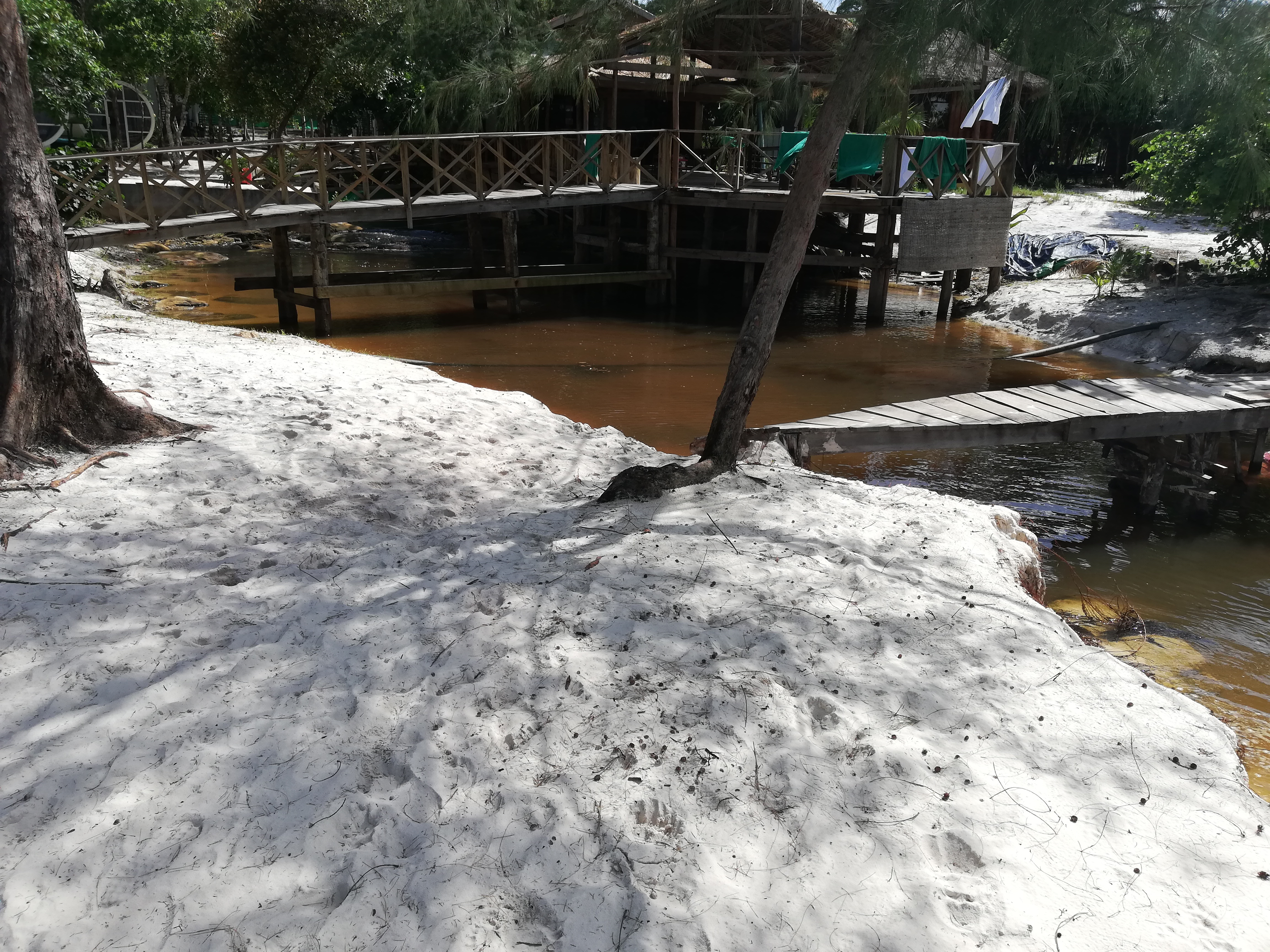
Estuaire sur la baie de Saracen, soutenu par des sacs de sable.
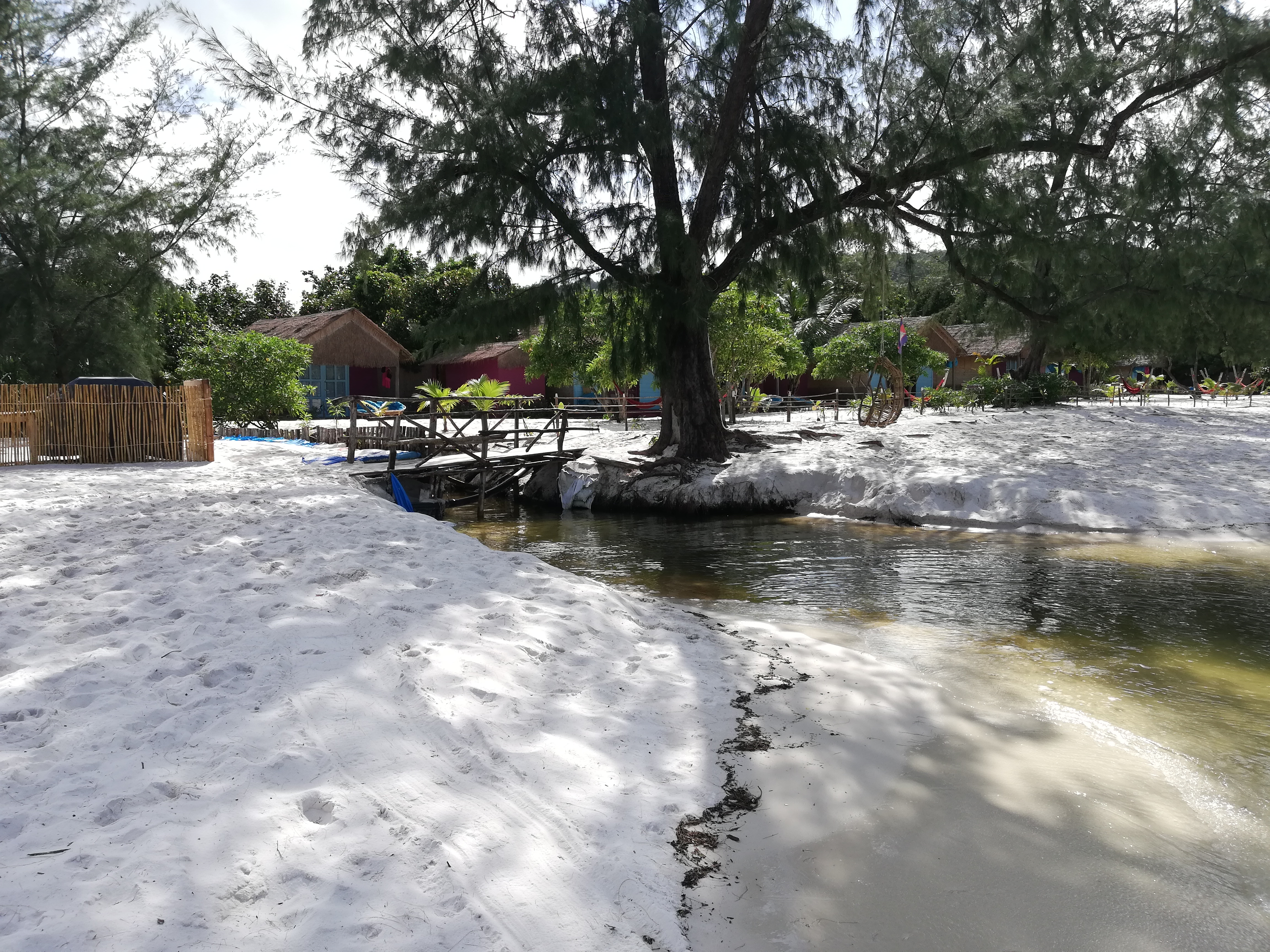
Estuaire sur la baie de Saracen, soutenu par des sacs de sable.
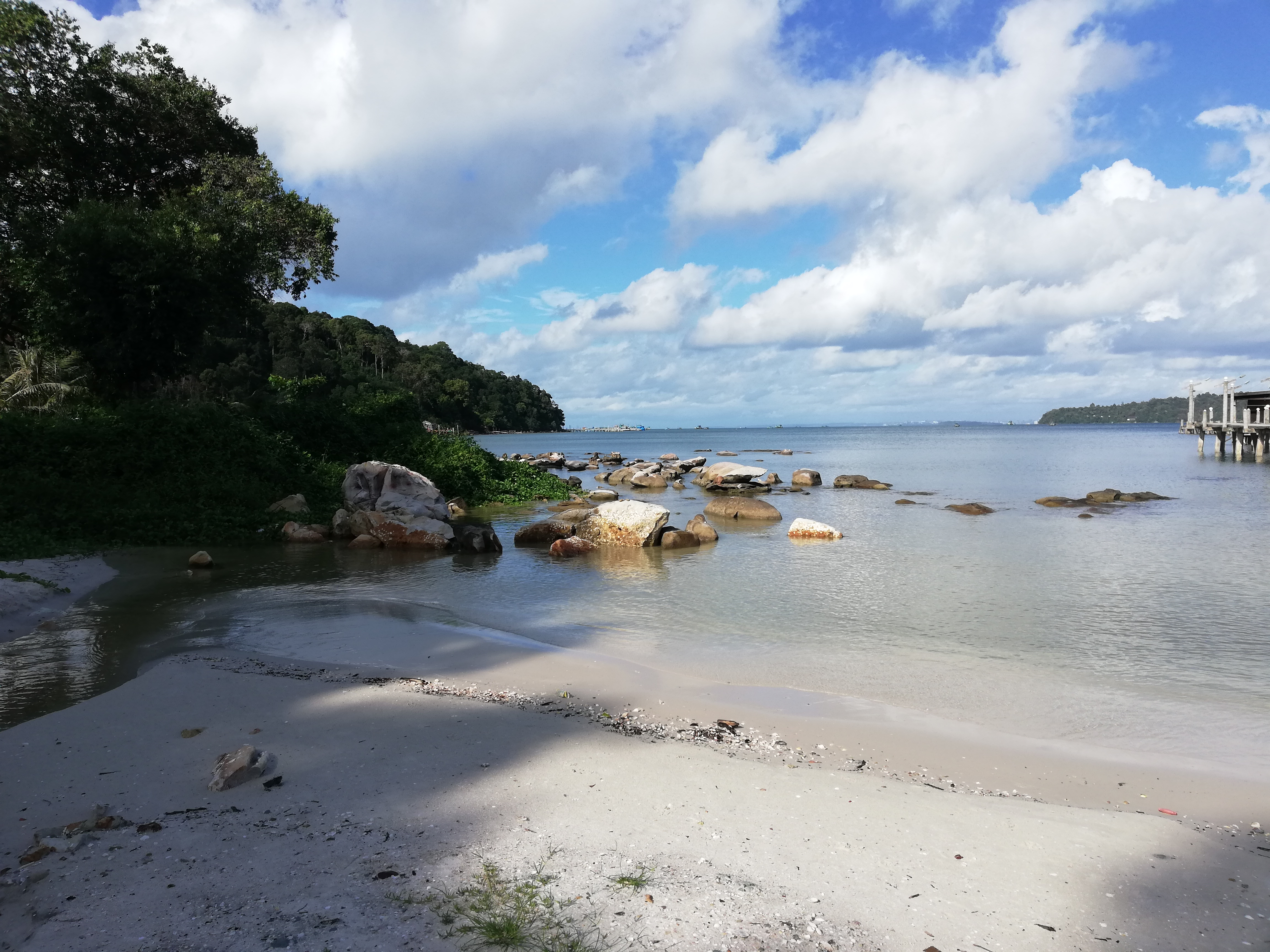
Rochers au nord de la baie de Saracen.
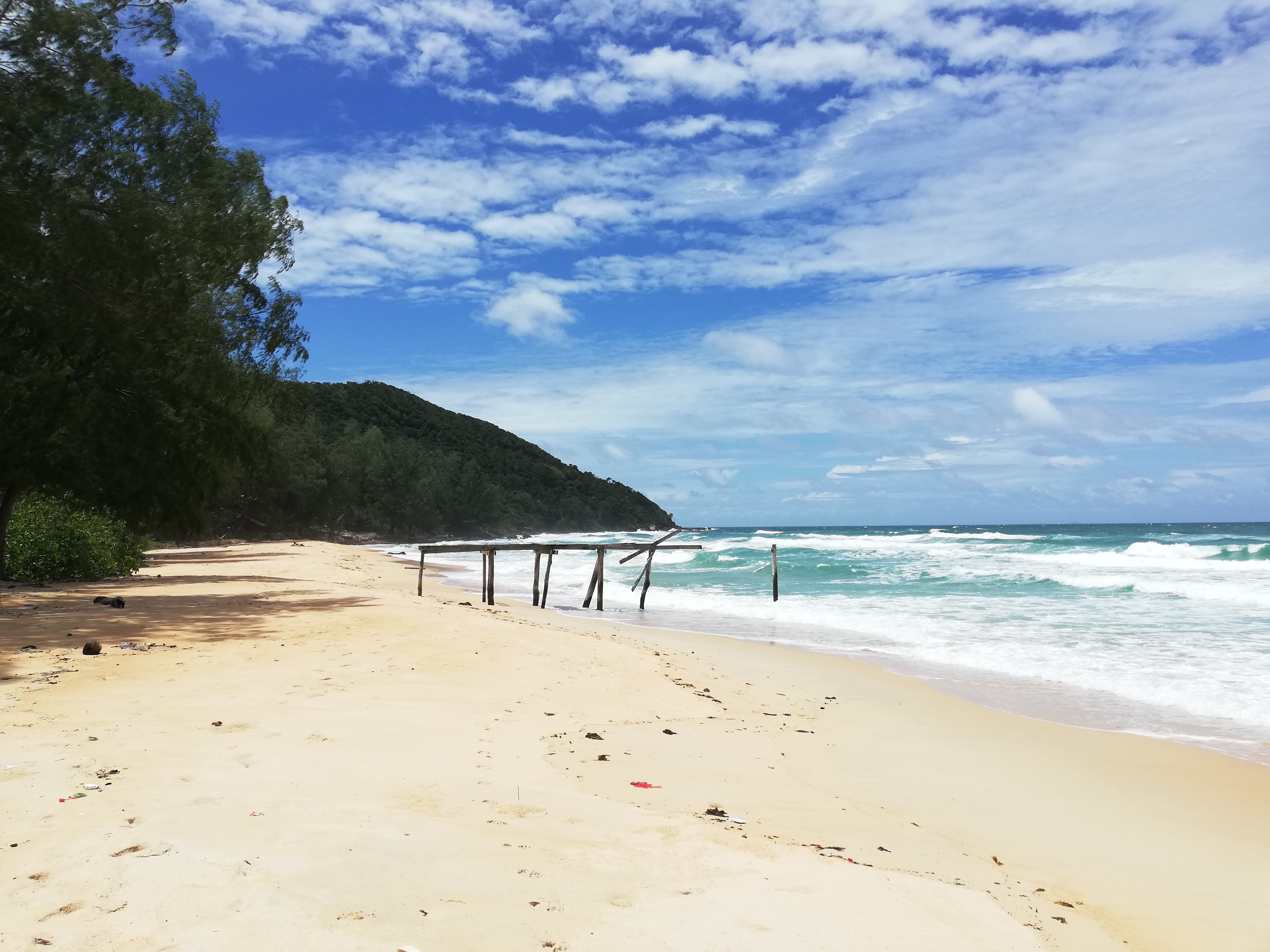
Sunset Beach.
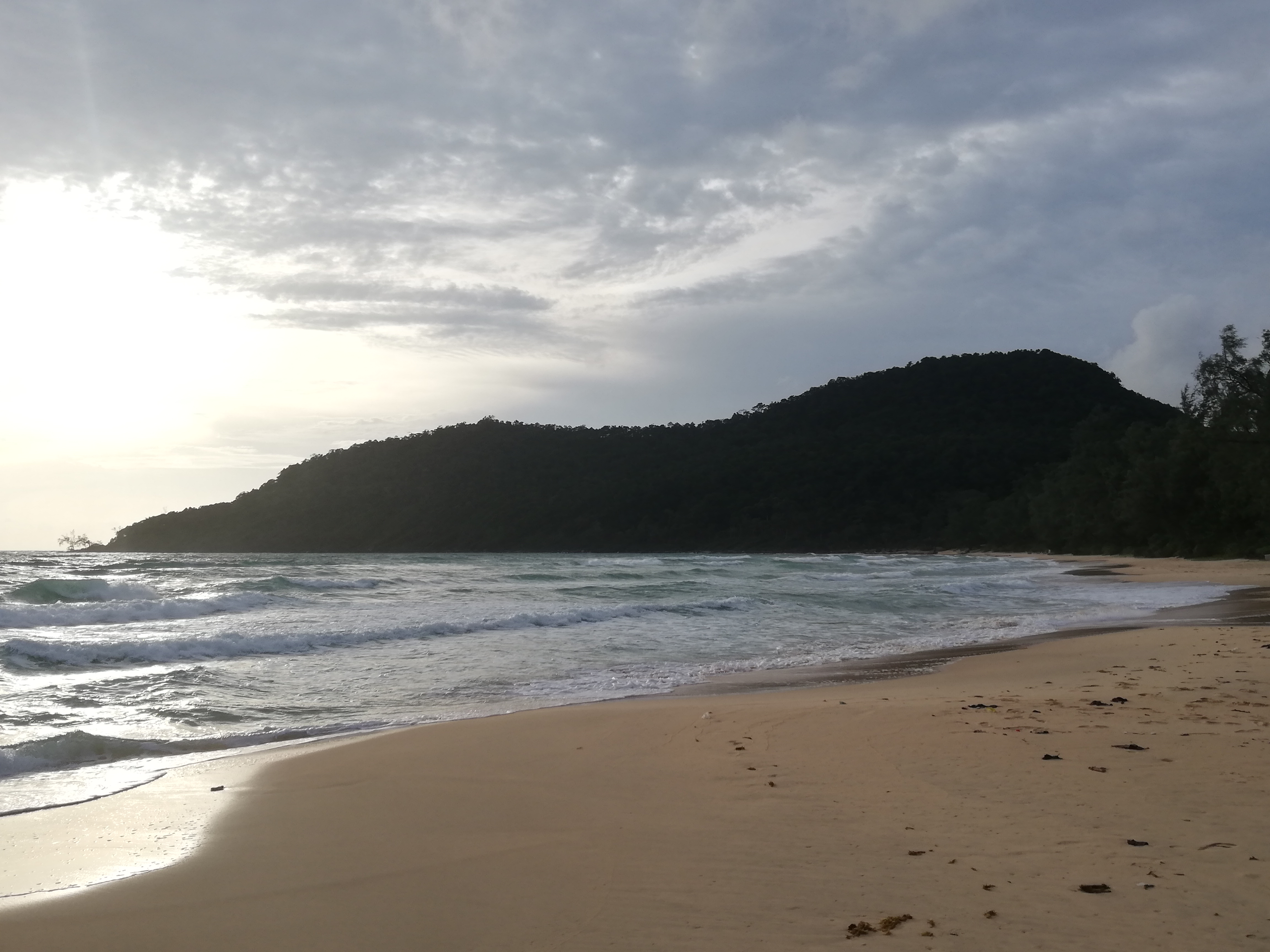
Lazy Beach.

### Géographie administrative
L'île se trouve au sein de la commune 5 (Sangkat Koh Rong), dans le district de Mittakpheap, au sein de la province de Sihanoukville.

## Transport
L'île est accessible uniquement par bateau depuis Sihanoukville. Les compagnies exploitantes, portant des noms similaires, sont Speed Ferry Cambodia et Cambodia Speed Ferry. Les bateaux partent généralement du ponton Serendipity, néanmoins par mauvais temps, les passagers sont menés en bus jusqu'à un quai au sein du port de Sihanoukville, d'où les bateaux peuvent partir.
Les ferrys s'arrêtent dans un premier temps dans la baie de Saracen, puis au village de M'Pai Bay, au nord de l'île. Ils se rendent ensuite sur l'île de Koh Rong. Ils déposent et reprennent des passagers à chaque arrêt.

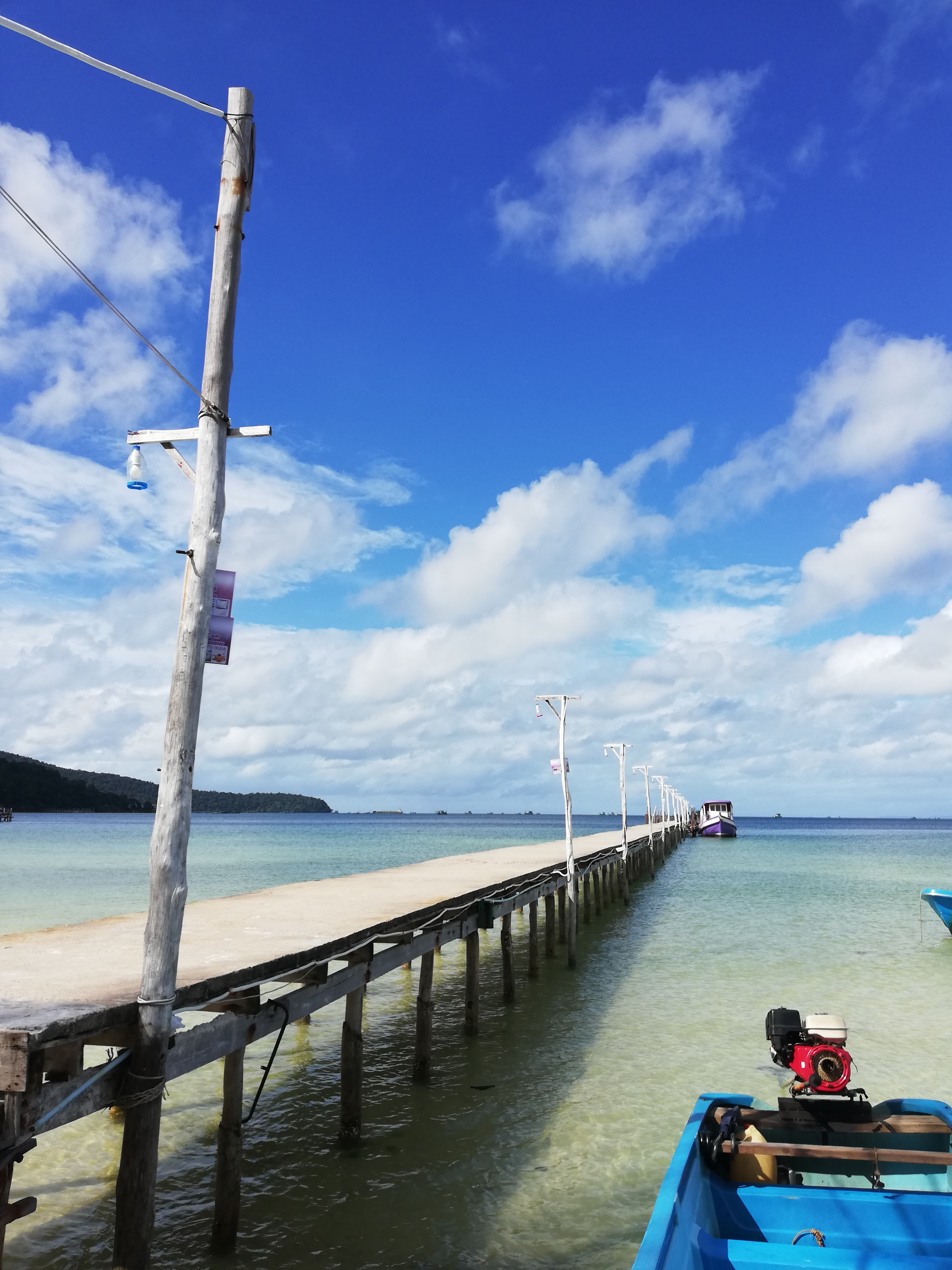
Ponton utilisé par Speed Ferry Cambodia sur la baie de Saracen.
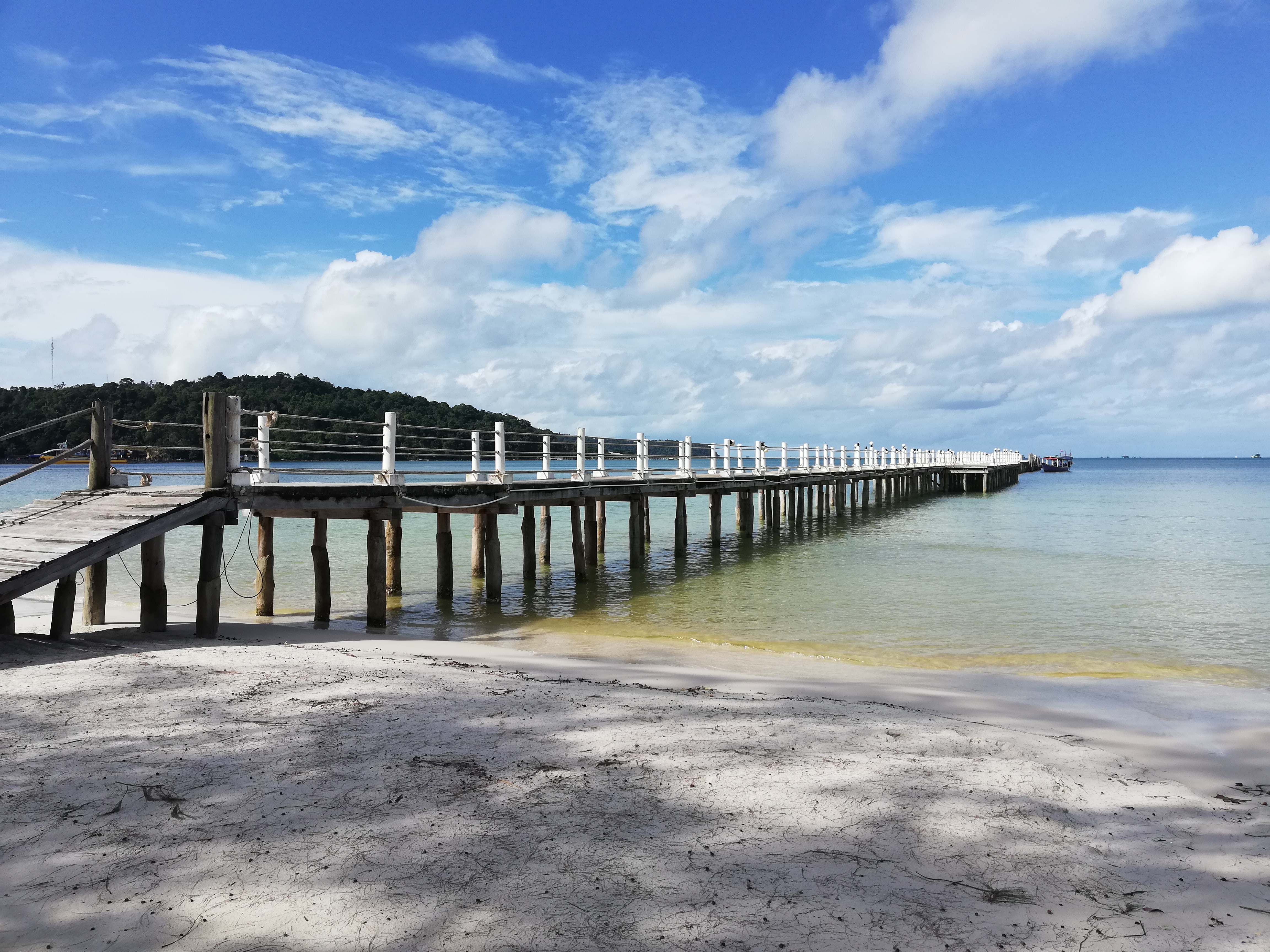
Ponton sur la baie de Saracen.

## Économie
Comme l'île voisine de Koh Rong, l'île est devenue une destination populaire parmi les vacanciers. Le tourisme est la principale activité économique de la population en 2014.

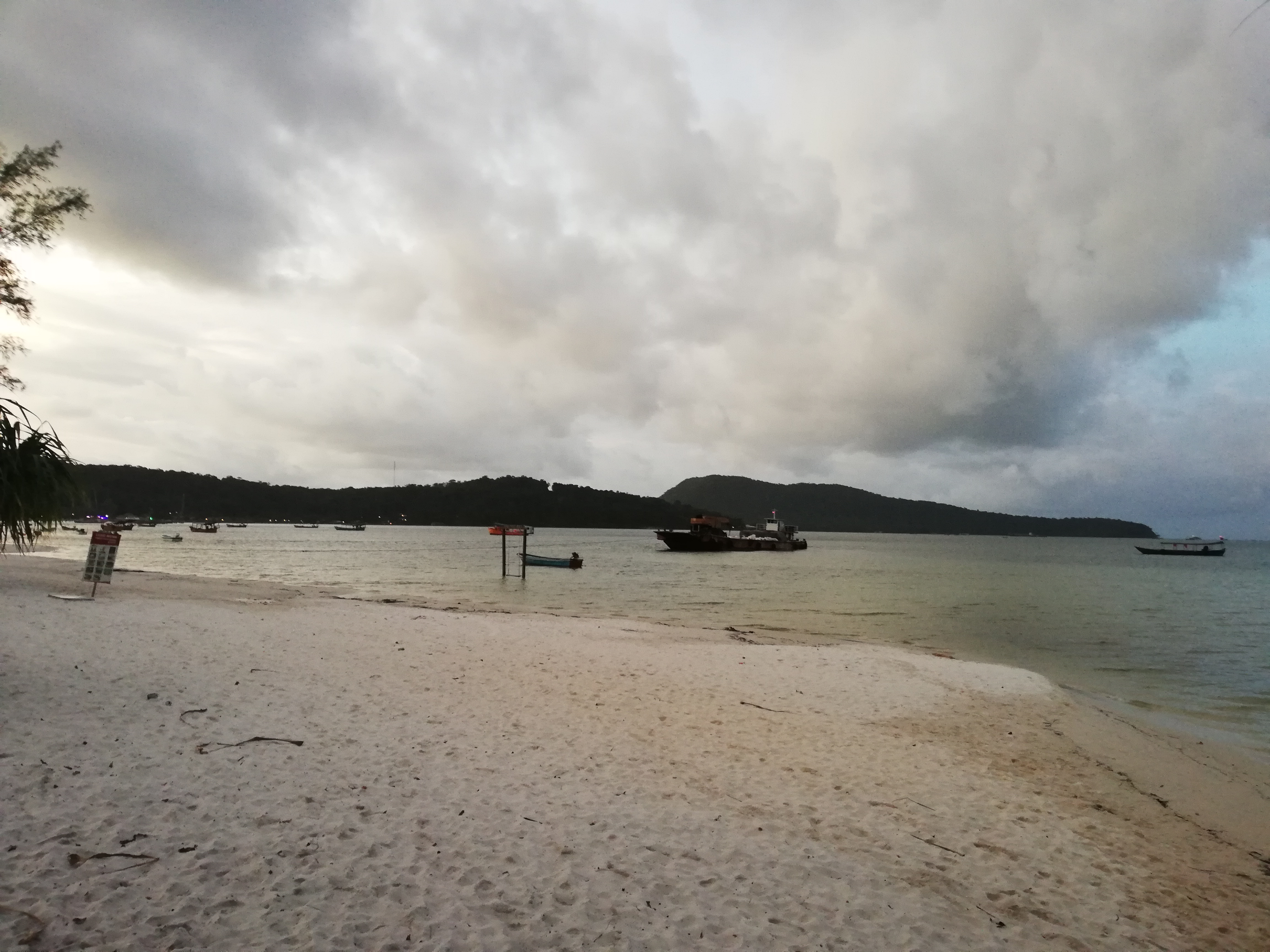
Barge dans la baie de Saracen.
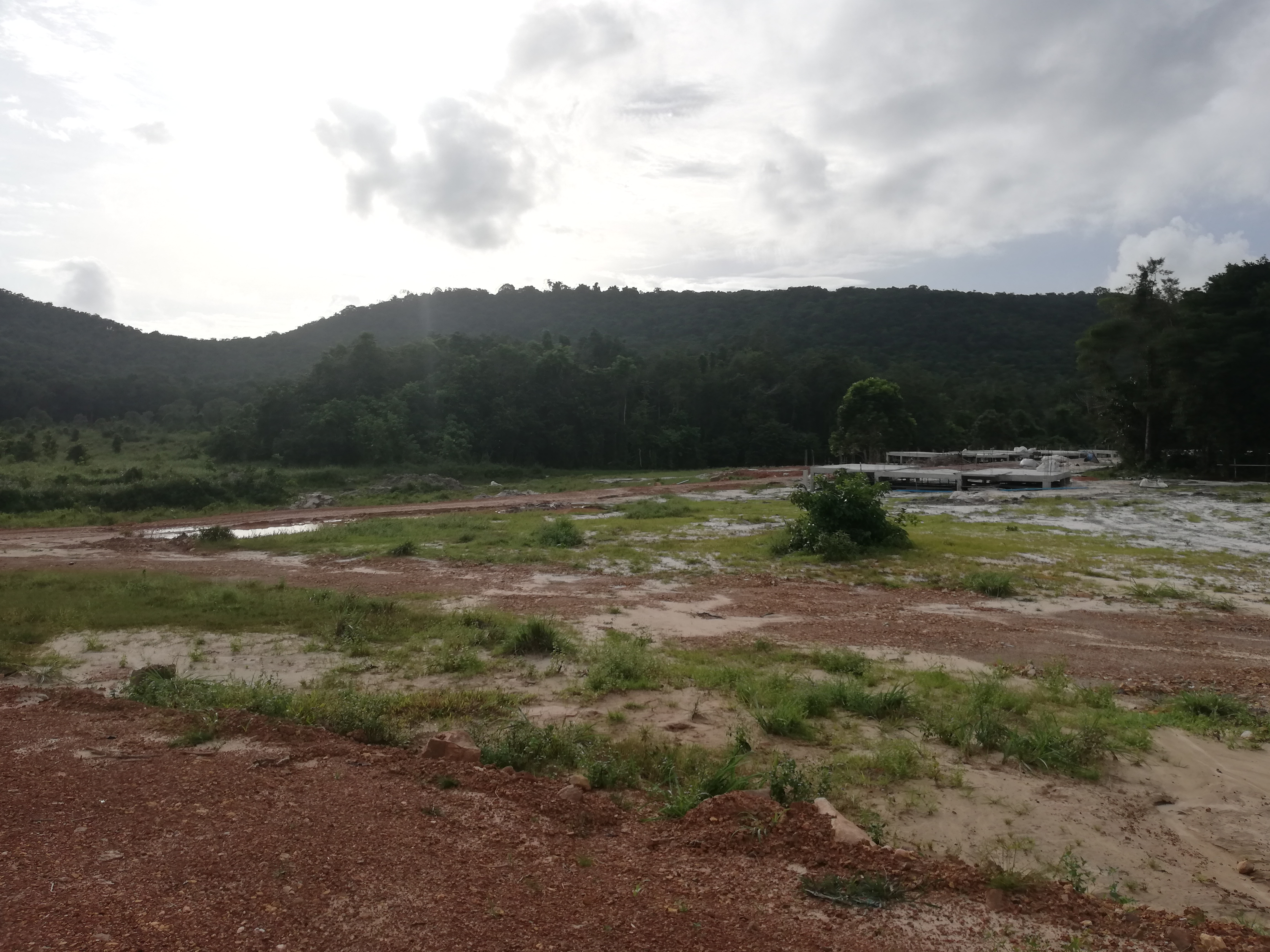
Terrain en cours de construction (2019).
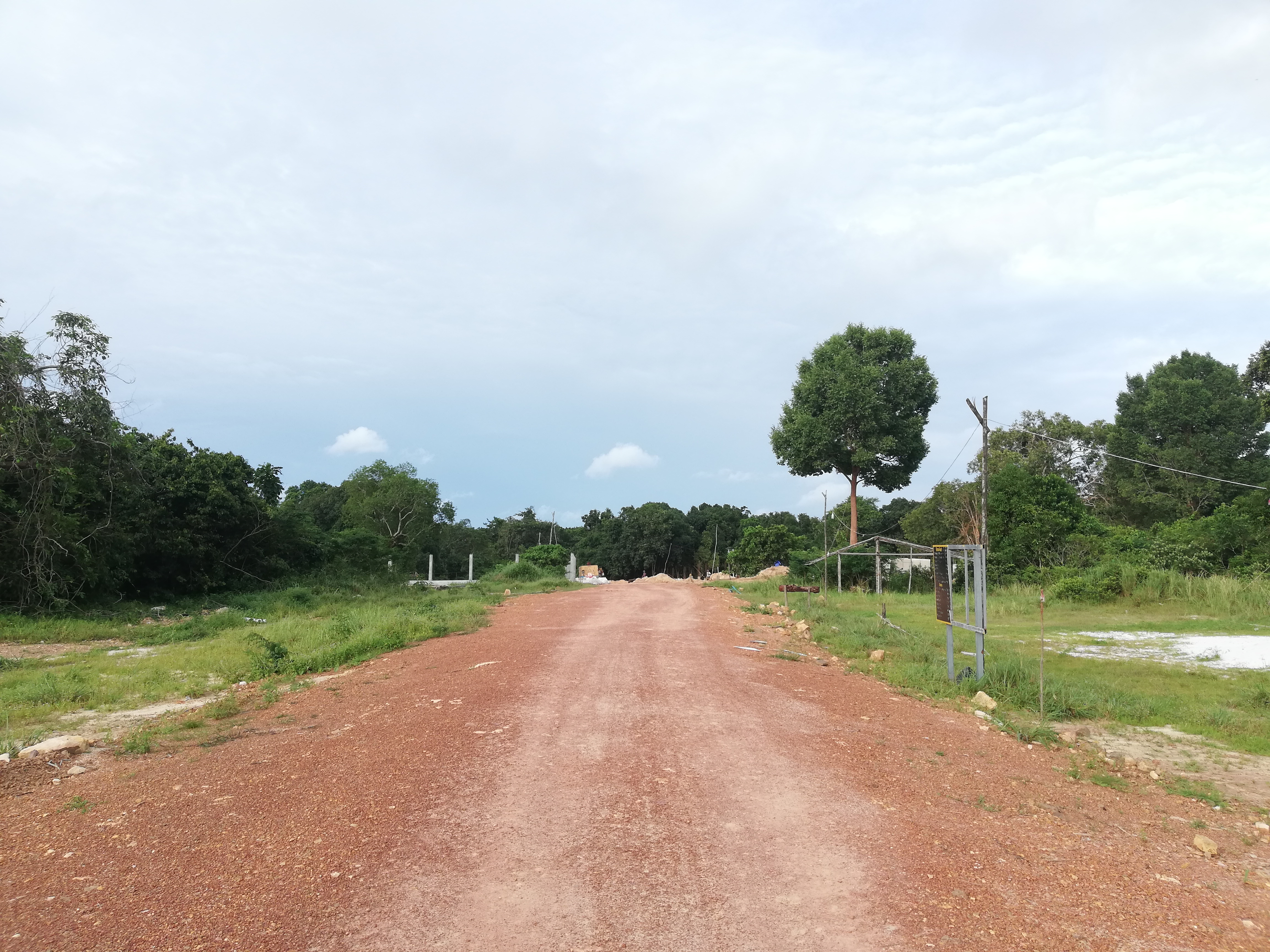
Vue de travaux sur l'île.
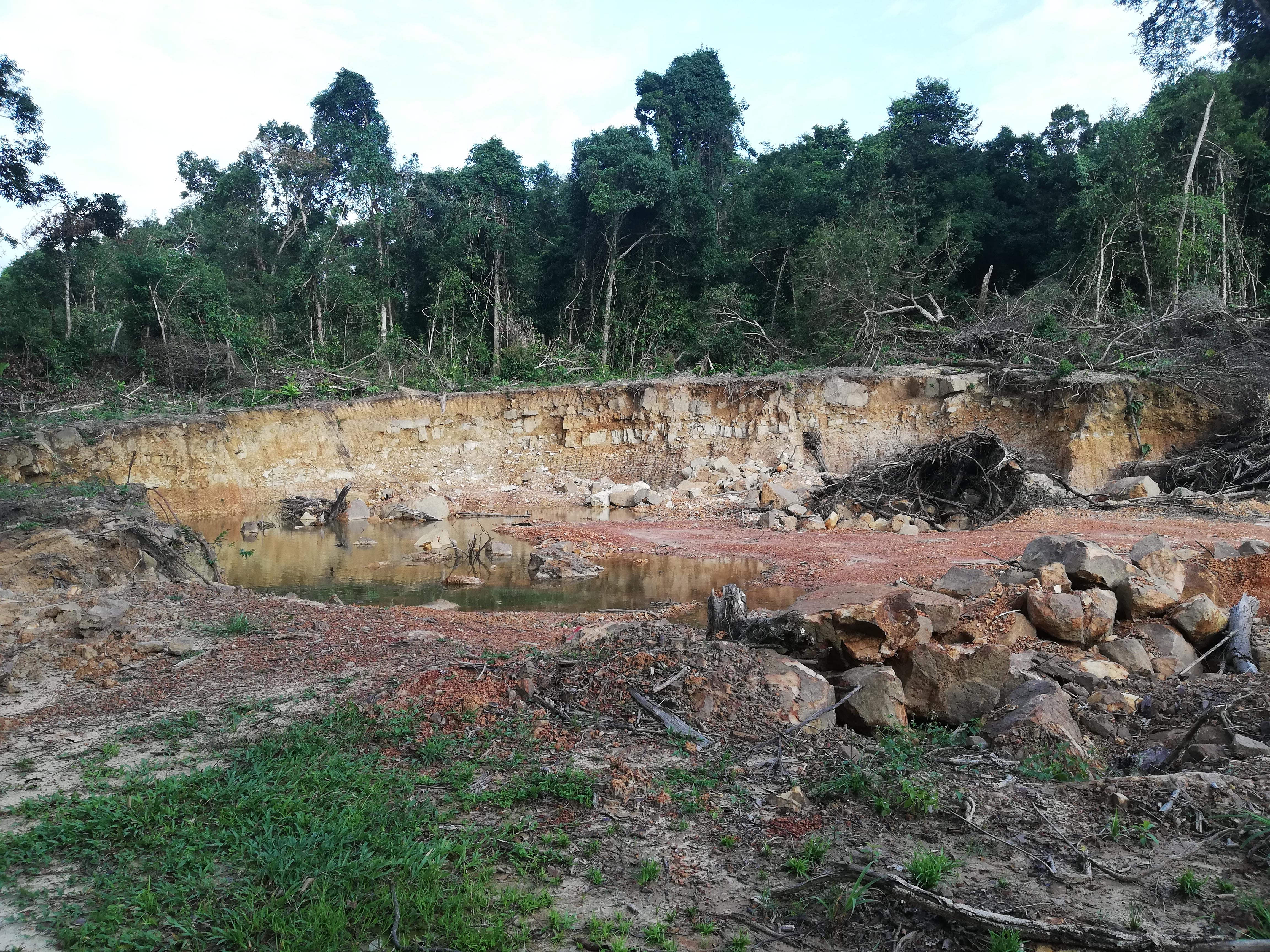
Carrière.
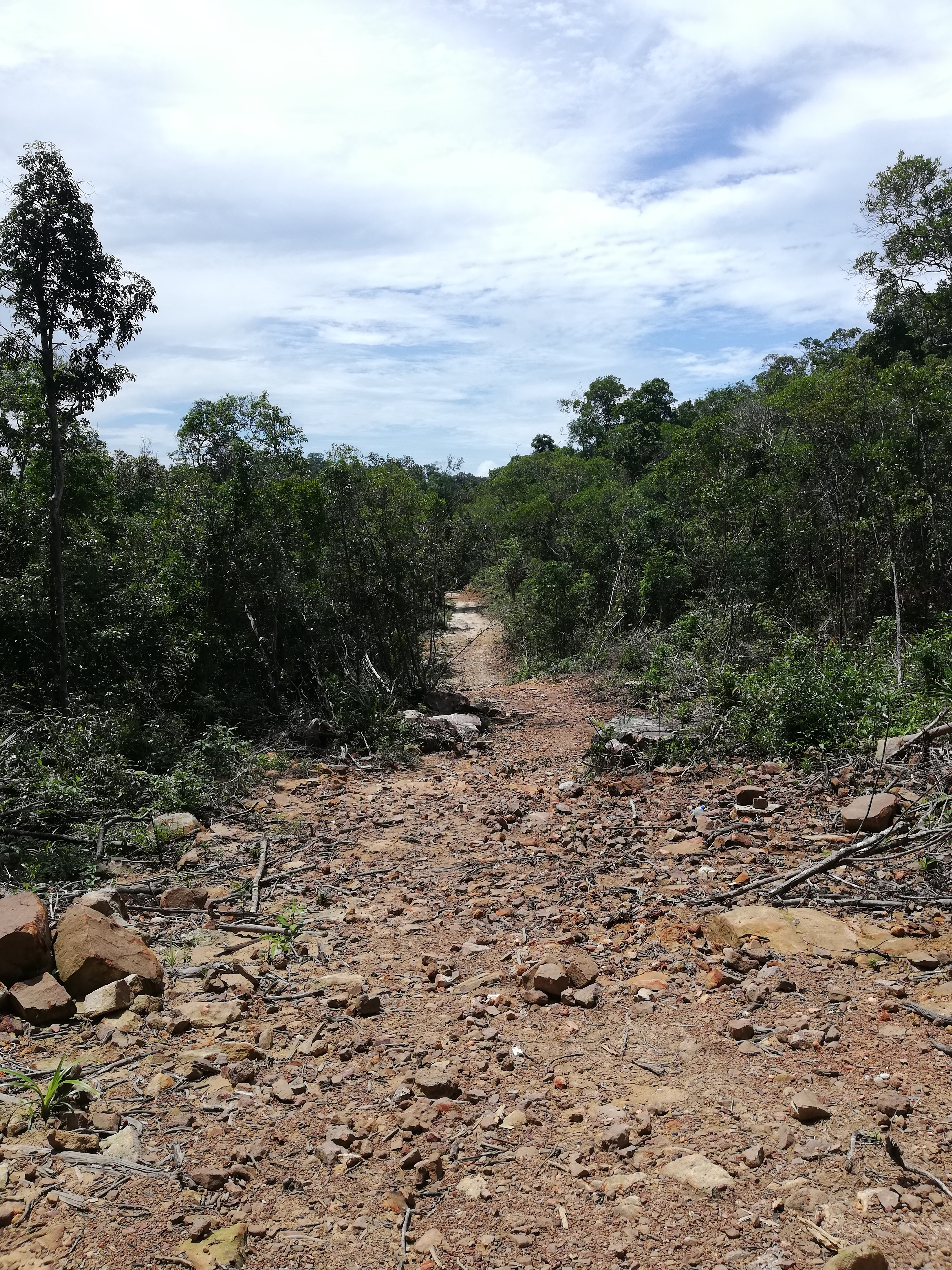
Travaux traversant la jungle.
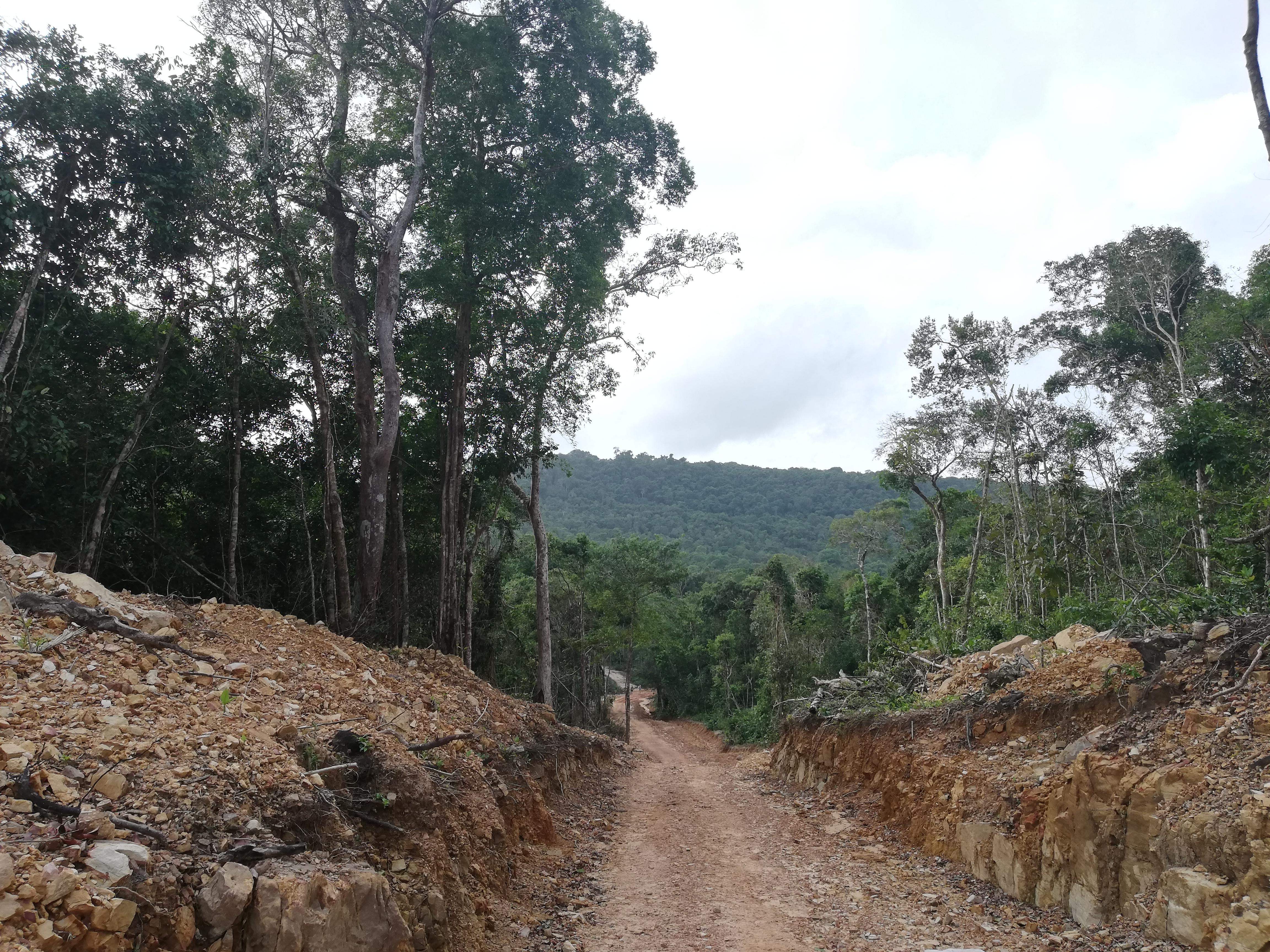
Travaux traversant la jungle.

## Sources
- (en) Cet article est partiellement ou en totalité issu de l’article de Wikipédia en anglais intitulé « Koh Rong Sanloem » (voir la liste des auteurs).